# Beselich
Beselich est une municipalité allemande située dans l'arrondissement de Limbourg-Weilbourg et dans le land de la Hesse.

## Personnalités liées à la ville
- Georg Leber (1920-2012), homme politique né à Obertiefenbach.
- Franz-Josef Sehr (1951-), pompier né à Obertiefenbach.